# NGC 346

NGC 346

NGC 346 (بالإنجليزية: NGC 346)‏ الذي يرمز له بالرمز NGC 346، هو نجم، وعنقود نجمي، وعنقود مفتوح، في كوكبة الطوقان، يتبع سحابة ماجلان الصغرى.

## الاكتشاف
اكتشف في 1 أغسطس 1826، بواسطة جيمس دنلوب.

## كواكب تابعة
الكواكب التابعة:
HD 5980 ‏